# Conferència Bilderberg
La Conferència Bilderberg és una reunió anual a la qual només es pot accedir mitjançant una invitació, té prop d'uns 130 convidats, que acostumen a ser persones d'influència en els cercles empresarials, acadèmics i polítics. A causa de la informalitat de les seves discussions, aquestes són motiu de moltes teories de la conspiració. El grup queda una vegada a l'any, en secret, en complexos hotelers de cinc estrelles, normalment a Europa, tot i que alguns cops queden als EUA o Canadà. El grup té una oficina a Leiden, Holanda del Sud.
El títol de "Bilderberg" ve motivat pel nom del lloc de la primera trobada el 1954, l'Hotel de Bilderberg a Oosterbeek, prop d'Arnhem als Països Baixos. Malgrat que la conferència no és oficialment observada com un club, molts dels membres són assistents regulars, i els convidats són sovint vistos com a membres d'un selecte i reservat Grup Bilderberg.

## Història
La conferència Bilderberg original va tenir lloc a l'Hotel de Bilderberg, prop d'Arnhem, del 29 de maig al 30 de maig del 1954. La trobada va ser encetada per l'emigrant i conseller polític polonès Joseph Retinger. Preocupat pel creixement de l'antiamericanisme a l'Europa Occidental, proposà una conferència internacional en la qual els líders d'opinió de països europeus i dels EUA serien ajuntats amb la intenció de promoure l'entesa entre ambdues cultures. Retinger va convidar al Príncep Bernat dels Països Baixos, qui va acceptar promoure la idea, conjuntament amb el Primer Ministre flamenc de Bèlgica Paul Van Zeeland. La llista de convidats es faria de tal forma que hi hagués dos assistents de cada estat, un per defensar el punt de vista conservador i l'altre el punt de vista liberal.
L'èxit de la trobada va portar als organitzadors a organitzar una conferència anual. Es va establir un Comitè de Direcció permanent, amb Retinger designat com a secretari permanent. Així com organitzava la conferència, el comitè de direcció també mantenia un registre de noms d'assistents i detalls de contacte, amb l'objectiu de crear una xarxa informal d'individus que es podrien convidar l'un a l'altre en privat. El propòsit declarat del Grup Bilderberg era fer un nus al voltant d'una línea política comuna entre EUA i Europa en oposició a Rússia i el perill comunista.
L'economista neerlandès, Ernst van der Beugel va assumir el control com a secretari permanent el 1960, després de la mort de Retinger. El Príncep Bernat va continuar sent-ne el president fins a la seva mort, l'any 2004.

## Objectius del Grup Bilderberg
La intenció original del Grup Bilderberg era millorar la comprensió entre l'Europa occidental i Nord-amèrica amb reunions informals entre els individus més poderosos. Cada any, un "comitè de direcció" idea una llista d'invitacions amb un màxim de 100 noms. Les invitacions només s'envien a residents europeus i nord-americans. El lloc de la reunió que cada any mantenen no és secret, i l'agenda i la llista de participants estan obertament disponibles al públic, però els assumptes tractats a les reunions són secrets i els assistents prometen no divulgar el que s'hi discuteix. La postura oficial del Grup Bilderberg és que aquest secretisme evita que les discussions dels membres siguin manipulades pels mitjans de comunicació.

## Punts de vista pel que fa a la naturalesa del grup
La raó indicada del secret del grup és que això permet a la gent parlar lliurement sense la necessitat de considerar amb cura com es pugui interpretar cada paraula pels mitjans de comunicació. Malgrat això, com que la majoria dels assistents han obtingut el seu poder a través del procés democràtic, és discutible si és moralment acceptable que exerceixin el poder de manera informal. Aquest secret ha portat alguna gent a denunciar que les reunions tenen un propòsit sinistre, que són simplement un front pels grups de la taula rodona, o, fins i tot, un front semipúblic dels Illuminati o altres tipus de societats secretes.
Una raó per pensar així és que molts dels membres del Grup Bilderberg són a la vegada membres de la Comissió Trilateral.

## Assistents

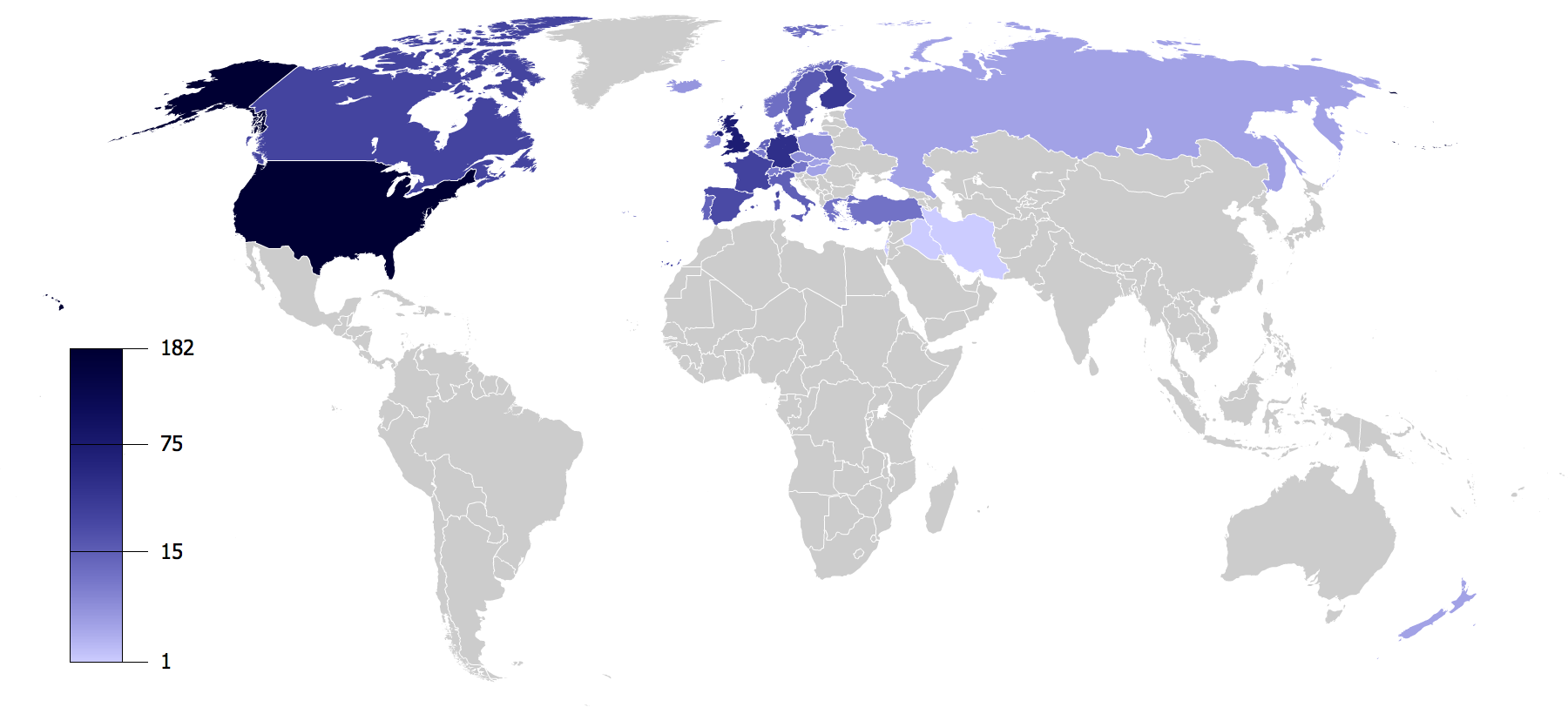
Mapa de països que, a data 2009, han tingut més representants a les conferències de Bilderberg

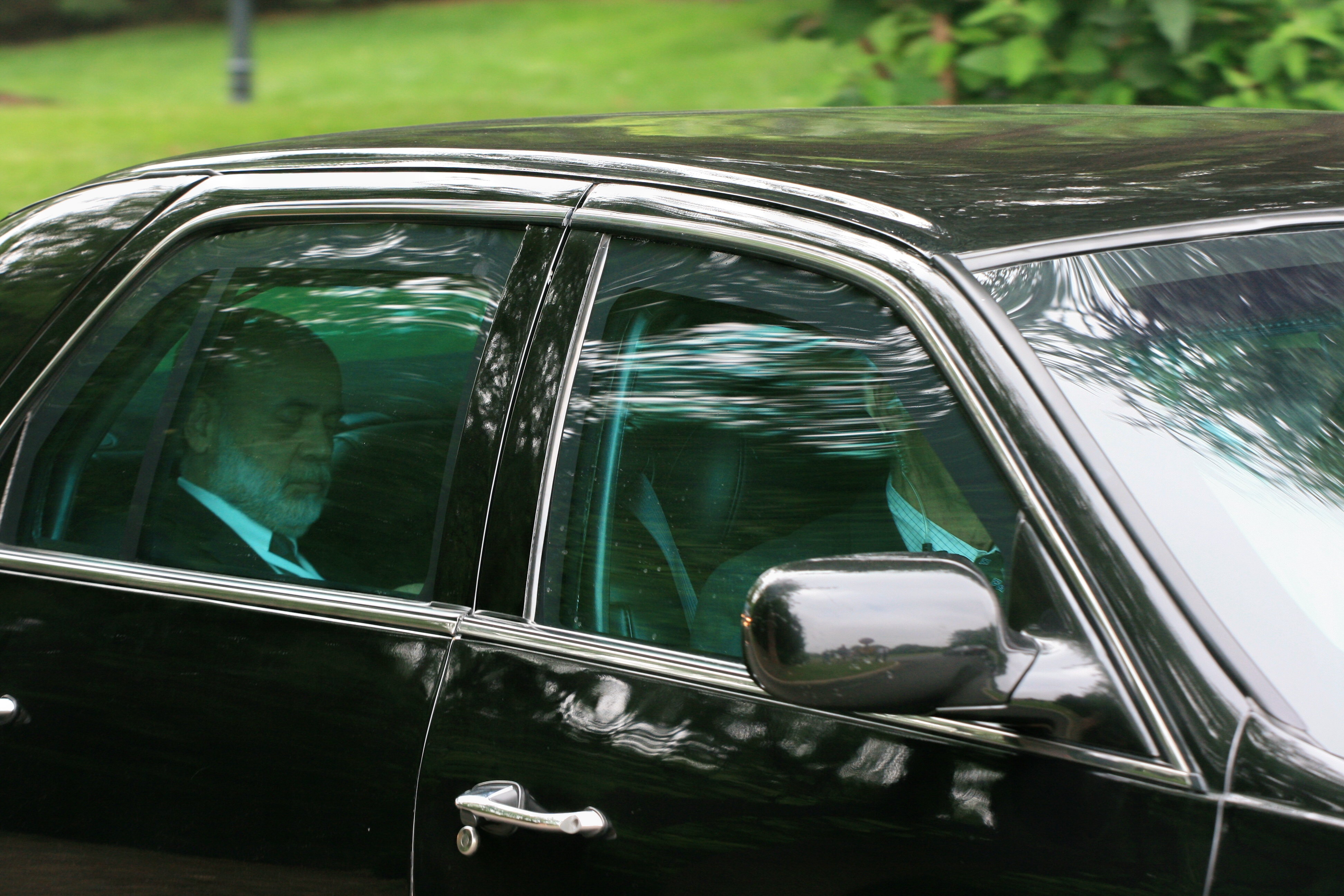
Ben Bernanke, director de la Reserva Federal dels Estats Units, marxant de la conferència Bilderberg de 2008.

Entre els assistents de Bilderberg s'hi troben banquers, experts de defensa, magnats de la premsa i dels mitjans de comunicació, ministres de govern, primers ministres, cases reials, financers internacionals i líders polítics d'Europa i Nord-amèrica.
Alguns dels financers més importants del món occidental i estrategs de la política internacional es reuneixen a Bilderberg. Donald Rumsfeld n'és un membre molt actiu, i també n'és Peter Sutherland d'Irlanda, que havia format part de la comissió de la Unió Europea i ha estat president de Goldman Sachs i de la BP. Rumsfeld i Sutherland van entrar junts, el 2000, a la companyia sueco-suïssa d'energia ABB. L'anterior subsecretari del Ministeri de Defensa dels EUA i actual president del Banc Mundial Paul Wolfowitz n'és també membre, de la mateixa manera que Roger Boothe, Jr. El president actual del grup és Étienne Davignon, polític i home de negocis való.
La composició del club és variada. Es calcula que un terç dels membres pertanyen al món de la política i la resta al dels negocis, els mitjans de comunicació i la indústria. Alguns assistents del Grup Bilderberg són o han estat:
- Jordi Pujol i Soley. El que fou 126è president de la Generalitat de Catalunya va assistir l'any 1991 a les reunions del Grup Bilderberg que es van mantenir a Baden-Baden, a Alemanya. No se'l va tornar a convidar.

- Donald Rumsfeld. Secretari de Defensa dels EUA amb importants connexions empresarials. Qui en el seu dia va negociar amb Saddam Hussein coincideix amb altres importants membres de l'administració Bush en les trobades de Bilderberg. Richard Perle i Paul Wolfowitz són alguns d'ells.

- Sofia de Grècia (reina d'Espanya). La dona del rei Joan Carles I compta amb una fundació que porta el seu nom. Aquesta institució col·labora amb el projecte de Muhammad Yunus i els seus microcrèdits, amb els quals es concedeixen préstecs a un interès molt baix a persones pobres de les zones més desafavorides del planeta. A Bilderberg també s'hi reuneixen altres membres de les cases reials europees.

- Alan Greenspan. Governador del Banc de la Reserva Federal dels EUA i exdirector de la Banca Morgan. La influència d'aquest organisme en l'economia mundial és òbvia. També la d'ell mateix, ja que Greenspan ha estat sempre vinculat als últims dirigents conservadors dels EUA, com Nixon i Reagan.

- Juan Luis Cebrián. Conseller delegat del Grupo PRISA i president de l'Asociación de Editores de Diarios Españoles (AEDE). El qui fou director d'El País és un dels Bilderbergers més constants. També són habituals de les trobades els directors dels diaris The Washington Post, The Wall Street Journal, La Repubblica, The Financial Times.

- Henry Kissinger. Exsecretari d'Estat dels EUA. Al Premi Nobel de la Pau del 1973 se l'acusa de ser responsable de la mort de centenars de civils a Laos i Cambodja. Va donar suport al cop d'estat de Pinochet a Xile, l'any 1973 contra el govern socialista de Salvador Allende. Aquest estatunidenc, nascut a Alemanya, és el fundador de Kissinger Associates, en la qual Paul Bremer, administrador civil dels EUA a l'Iraq, hi treballava fins fa poc.

- David Rockefeller. Multimilionari. Durant 35 anys, aquest membre de la dinastia Rockefeller va ser el responsable de la Chase Manhattan Bank, entre altres negocis. El fundador de la Comissió Trilateral anhela també ser conegut pel seu treball com a mecenes i les seves obres benèfiques.

- George Soros. Multimilionari hongarès. Va adquirir una de les principals fortunes mundials mitjançant una operació especulativa. Es distingeix per finançar diversos projectes humanitaris a través de la fundació que porta el seu nom.

- Esperanza Aguirre Gil de Biedma. Política madrilenya afiliada al Partit Popular, i Presidenta de la Comunitat de Madrid. La qui va ser presidenta del Senat i Ministra de Cultura és una de les espanyoles que més sovint ha participat en les trobades de Bilderberg. Casada amb el comte de Murillo, té un patrimoni immobiliari molt important.

## Reunions
- 1954 Hotel de Bilderberg a Oosterbeek (Països Baixos)
- 1955 (18-20 de març) a Barbizon (França) i (23-25 de setembre) a Garmisch-Partenkirchen (Alemanya Occidental)
- 1956 (11-13 de maig) a Fredensborg (Dinamarca)
- 1959 a Yesilkoy, Istanbul (Turquia)
- 1975 (22-24 d'abril) Çeşme, Esmirna (Turquia)
- 1976 No es va fer cap conferència.
- 1977 (22-24 d'abril) a Torquay (Anglaterra)
- 1978 (21-23 d'abril) a Princeton, Nova Jersey (Estats Units)
- 1979 (27-29 d'abril) a Baden bei Wien (Àustria)
- 1980 (18-20 d'abril) a Aquisgran (Alemanya Occidental)
- 1981 (15-17 de maig) a Bürgenstock (Suïssa)
- 1982 (14-16 de maig) a Sandefjord (Noruega)
- 1983 (13-15 de maig) a Montebello (Quebec)
- 1984 (11-13 de maig) a Saltsjöbaden (Suècia)
- 1985 (10-12 de maig) a Rye Brook, Nova York (Estats Units)
- 1986 (25-27 d'abril) a Gleneagles (Escòcia)
- 1987 (24-26 d'abril) a Villa d'Este (Itàlia)
- 1988 (3-5 de juny) a Telfs-Buchen (Àustria)
- 1989 (12-14 de maig) La Toja (Galícia)
- 1990 (11-13 de maig) a Glen Cove, Nova York (Estats Units)
- 1991 (6-9 de juny) a Baden-Baden (Alemanya)
- 1992 (21-24 de maig) a Évian-les-Bains (França)
- 1993 (22-25 d'abril) a Vouliagmeni (Grècia)
- 1994 (2-5 de juny) a Hèlsinki (Finlàndia)
- 1995 (8-11 de juny) a Zúric (Suïssa)
- 1996 (30 de maig-2 de juny) Centre de Direcció del CIBC a Toronto (Canadà)
- 1997 (12-15 de juny) Pine Isle resort a Lake Lanier, Geòrgia (Estats Units)
- 1998 (14-17 de maig) a Turnberry (Escòcia)
- 1999 (3-6 de juny) Caesar Park Hotel Penha Longa a Sintra (Portugal)
- 2000 (1-3 de juny) Chateau Du Lac Hotel a Brussel·les (Bèlgica)
- 2001 (24-27 de maig) a Göteborg (Suècia)
- 2002 (30 de maig-2 de juny) a Chantilly, Virgínia (Estats Units)
- 2003 (15-18 de maig) a Versalles (França)
- 2004 (3-6 de juny) a Stresa (Itàlia)
- 2005 (5-8 de maig) Dorint Sofitel Seehotel a Rottach-Egern (Alemanya)[2]
- 2006 (8-11 de juny) Brookstreet Hotel a Ottawa, Ontario (Canadà)[3]
- 2007 (31 de maig-3 de juny) a Istanbul (Turquia)[4]
- 2008 (5-8 de juny) Westfields Marriott Hotel, Chantilly, Virgínia (Estats Units)[5][6]
- 2009 (14-16 de maig) a Atenes (Grècia)[7][8]
- 2010 (3- de juny) a Sitges, Garraf (Catalunya)[9][10][11]
- 2011 (9-12 de juny) Grand Hotel Kempinsky, Sankt Moritz (Suïssa)[12]
- 2012 (31 de maig-3 de juny) Westfields Marriott Hotel, Chantilly, Virgínia (Estats Units)[13]
- 2013 (8-9 de juny) a Grove Hotel, Watford, Hertfordshire (Anglaterra)[14][15]
- 2014 (28 de maig a l'1 de juny) Hotel Marriott en Copenhaguen, Dinamarca.
- 2015 (11-14 de juny) Estació alpina austríaca de Telfs-Buchen, Àustria.
- 2016 (9-12 de juny) Hotel Tashchenbergpalais Kempinski, Dresde, Alemanya.[16]